# Dat So La Lee
Dat So La Lee of Louisa Keyser (nabij Schurz, ca. 1829 – Carson City, 6 december 1925) was een indiaans-Amerikaans mandenvlechtster. Ze behoorde tot het Washo-volk in het noordwesten van Nevada. Ze werd beroemd met haar manden toen het koppel Amy en Abraham Cohn haar in dienst nam als meid en vervolgens de kwaliteit en kunstigheid van haar werk onderkende. De Cohns lieten Dat So La Lee manden vlechten van 1895 tot 1925, documenteerden elke creatie (zo'n 120 manden) en verkochten ze bijna allemaal in hun winkel. Begin 20e eeuw vierde de Arts-and-craftsbeweging hoogtij in de Verenigde Staten en waren de manden gewilde kunstwerken. Dat So La Lee was een grote innovator die nieuwe technieken introduceerde en ze beïnvloedde andere Washo-mandenvlechters.
Het Penn Museum, Smithsonian National Museum of the American Indian, Nevada State Museum en Metropolitan Museum of Art hebben werk van Dat So La Lee in hun collectie. Er is een krater op Venus vernoemd naar haar.